# داژدوونیک
داژدوونیک (به بلغاری: Dazhdovnik) یک منطقهٔ مسکونی در بلغارستان است که در شهرستان کروموفگراد واقع شده‌است.
 داژدوونیک  ۵۷ نفر جمعیت دارد.